# 鄭景順 (編劇)
鄭景順（韓語：정경순），韓國電視劇編劇。與丈夫張英哲常共同撰寫電視劇劇本。

## 作品列表

### 電視劇
- 2002年：SBS《情》（與張英哲）
- 2010年：SBS《Giant》（與張英哲）
- 2012年：SBS《工薪族楚漢誌》（與張英哲）
- 2013年：SBS《錢的化身》（與張英哲）
- 2013年：MBC《奇皇后》（與張英哲）
- 2016年：MBC《Monster》（與張英哲）
- 2019年：SBS《VAGABOND》（與張英哲）

## 獲獎
- 2013年：MBC演藝大賞－作家賞（《奇皇后》）

## 外部連結
- NAVER （页面存档备份，存于）